# Jordi Font i Morató
Jordi Font i Morató (Manlleu, 1974) és responsable de negoci i d'estratègia digital a Adolescents i ho ha estat a Nació Digital fins al maig del 2022. També participa i ha participat a diferents projectes digitals (creatingrem.com, criar.cat, podios.com, batec.io) i va ser creador del projecte Informà[TIC]. És un dels 200 noms que apareixen en el capítol de "protagonistes de la Internet catalana" del llibre Sobirania.cat (2014).
Ha format part de la junta de l'APPEC i també de l'AMIC en representació del sector digital.
També ha participat juntament amb Miquel Serrabassa i Jose Manuel Gutiérrez en el projecte Screple, eina de visualització de dades de NacióDigital i que va ser finançat dins el projecte Google Digital News Initiative (DNI).
Participa en diferents jornades i presentacions relacionades en periodisme, tecnologia, publicitat i negoci digital.